# Сражение при Дахау
Сражение при Дахау (нем. Schlacht bei Dachau) — одно из последних сражений Тридцатилетней войны, произошедшее 5 октября 1648 года в окрестностях немецкого города Дахау между шведской армией генерал-майора Карла Густава Врангеля и имперскими баварскими войсками под командованием фельдмаршала Октавио Пикколомини.

## Ход событий
Несмотря на переговоры о мире, шедшие в Мюнстере и Оснабрюке, война продолжалась. Весной 1648 года шведы и французы нанесли еще одно серьезное поражение войскам баварского курфюрста Максимилиана I под Цусмарсхаузеном. 
Летом 1648 года шведы расположились лагерем между Ландсхутом и Моосбургом. В начале октября они отправились во второй марш на Мюнхен, грабя по пути. Шведский главнокомандующий Врангель разместил свою штаб-квартиру недалеко от Дахау. Утром 5 октября он решил поохотиться в лесах между между Аллахом и Нимфенбургом. Имперский командующий Пикколомини был заранее проинформирован о присутствии вражеских полков в этом районе и двинулся тремя колоннами на север от Мюнхена по дороге на Дахау.  
Имперской баварской кавалерии удалось застать противника врасплох недалеко от деревни Фельдмохинг и отбросить его к Дахау. Шведы в панике бежали, многие утонули в болотах. Около 200 из них погибают в бою и около 1000 попадают в плен. Врангель потерял свою позолоченную шпагу и бежал пешком. На следующий день шведы оставили Дахау. Спустя почти три недели война закончилась.